# Mobilisation nationale
 (avril 2018).
Si vous disposez d'ouvrages ou d'articles de référence ou si vous connaissez des sites web de qualité traitant du thème abordé ici, merci de compléter l'article en donnant les références utiles à sa vérifiabilité et en les liant à la section « Notes et références ».
Le Mobilisation nationale (en portugais : Mobilização Nacional, abrégé en MOBILIZA) est un parti politique brésilien fondé en 1984, favorable à la réforme agraire, à la rupture avec le FMI et à l'union commerciale des nations d'Amérique du Sud.
Le PMN a soutenu la candidature de Luiz Inácio Lula da Silva aux élections présidentielles de 2002 et 2006. Aux élections parlementaires de 2002, le PMN a obtenu 0,3 % des voix et un député. En 2006, il obtient 0,9 % des voix et trois députés.
À la suite de ces dernières élections, le PMN tente de constituer un nouveau parti, dénommé « Mobilisation démocratique », en fusionnant avec le Parti populaire socialiste et le Parti humaniste de solidarité mais la procédure est rejetée par le Tribunal suprême fédéral et les partis impliqués reprennent leur existence.
En 2010, le PMN rompt son alliance avec la coalition de gauche et soutient la candidature présidentielle de José Serra. Lors des élections parlementaires, le PMN fait élire 4 députés contre 3 en 2006, et obtient pour la première fois un siège au Sénat, tandis qu'Omar Aziz est élu gouverneur de l'Amazonas.